# Syndipnus monticola
Syndipnus monticola là một loài tò vò trong họ Ichneumonidae.